# Epitome Astronomiae Copernicanae

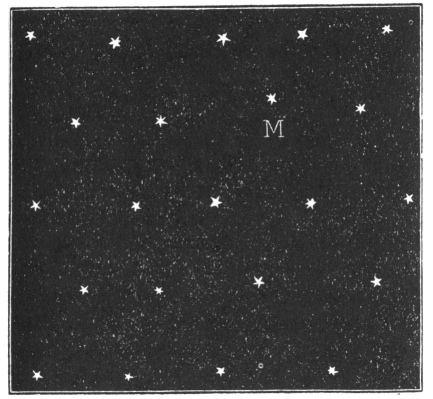
Рисунок з книги, на якому Кеплер буквою «M» показує, що світ належить лише одній з великої кількості подібних зір

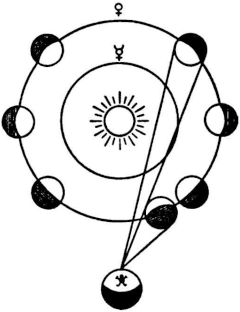
Діаграма фаз Венери для земного спостерігача

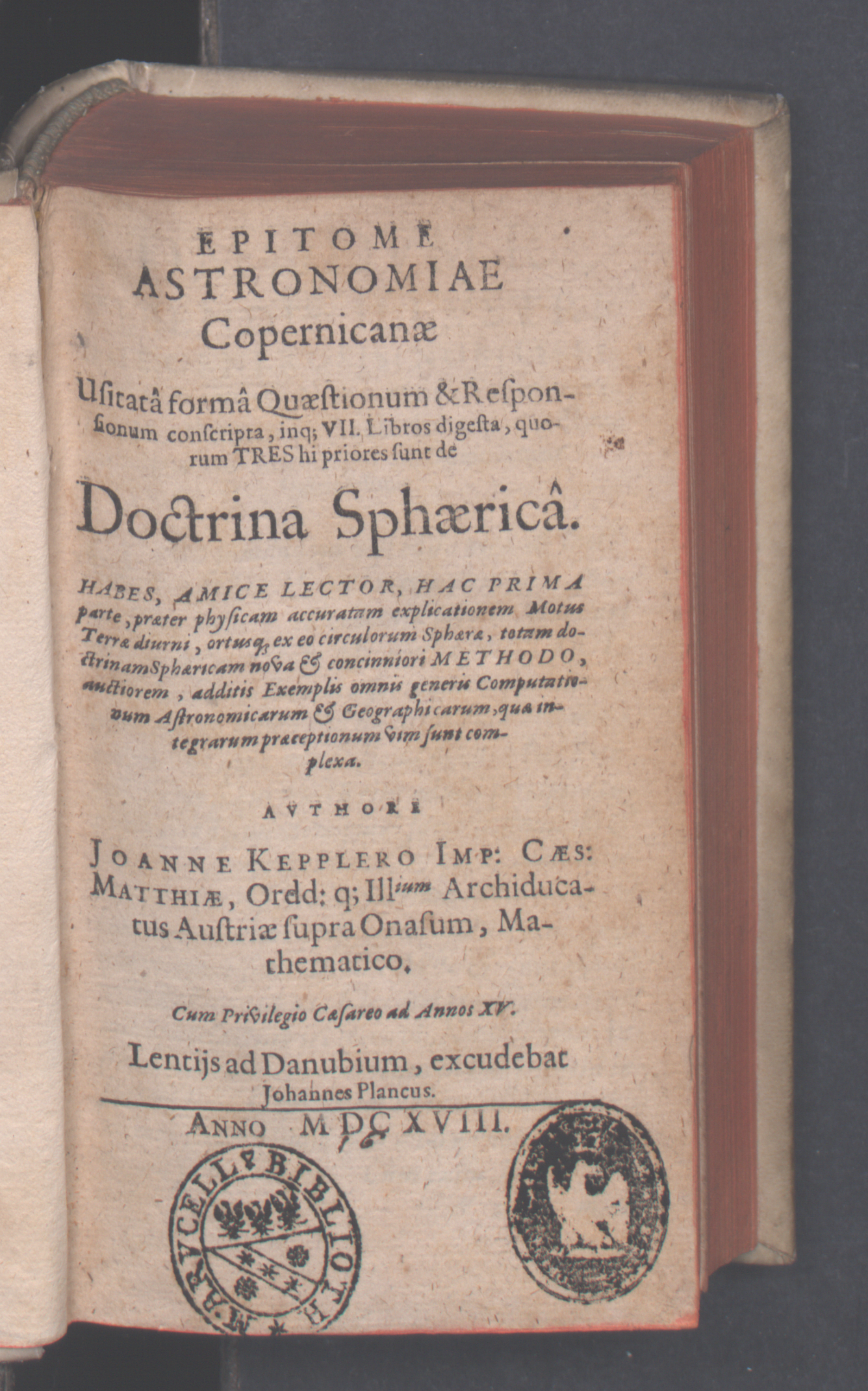
Epitome astronomiae Copernicanae (1618)

Скорочення коперниканської астрономії (лат. Epitome Astronomiae Copernicanae) — книга з астрономії про геліоцентричну систему, опублікована Йоганном Кеплером у період з 1618 по 1621 рік. Перший том (кн. I—III) був надрукований у 1618, другий (кн. IV) — у 1620, третій (кн. V—VII) — у 1621 році. Книга містила, зокрема, перше використання терміна «інерція» і першу друковану версію третього закону Кеплера.

## Зміст
Твір задумувався як навчальний посібник, і перша частина була написана ще до 1615 року. Поділене на сім книг, «Скорочення коперніканської астрономії» охоплює більшу частину попередніх думок Кеплера, а також його пізніші позиції щодо фізики та метафізики. У книзі IV він обґрунтовує модель Коперника. Книга V містить математику, що підтверджує погляди Кеплера. Кеплер написав і опублікував цю роботу паралельно зі своєю «Гармонією світу» (1619), останні книги (з V по VII) з'явилися в 1621 році.
Кеплер представив ідею про те, що фізичні закони, які визначають рух планет навколо Сонця, ті ж самі, що й для руху супутників навколо планет. Він обґрунтував це твердження, використовуючи супутники Юпітера та дані спостережень, зроблені Симоном Маріусом у його книзі «Mundus Iovialis» 1614 року. Період орбіт і відносні відстані чотирьох супутників задовольняли третій закон Кеплера, і він стверджував, що система Юпітера була схожа на Сонячну систему в мініатюрі.
За підтримку геліоцентризму перший том книги 28 лютого 1619 року внесено до Індексу заборонених книг, як незадовго перед тим основна праця Коперника «Про обертання небесних сфер».

## Видання
- Перевидання 1635 р.: Epitome Astronomiae Copernicanae, Томи 1–3, Schönwetterus.

## Переклади
- 1939: «Скорочення коперніканської астрономії». Книги IV і V, Організація світу і доктрина … ; переклад Чарльза Гленна Воллеса. Аннаполіс: Книгарня Святого Джона.
- 1955: перевидано з «Альмагестом» Птолемея. Чикаго: Енциклопедія Британіка (1955).
- 1995: «Скорочення коперніканської астрономії» і «Гармонія світу»; переклад Чарльза Гленна Воллеса. Емгерст: Prometheus Books.